# St. Wendelin (Bremenried)

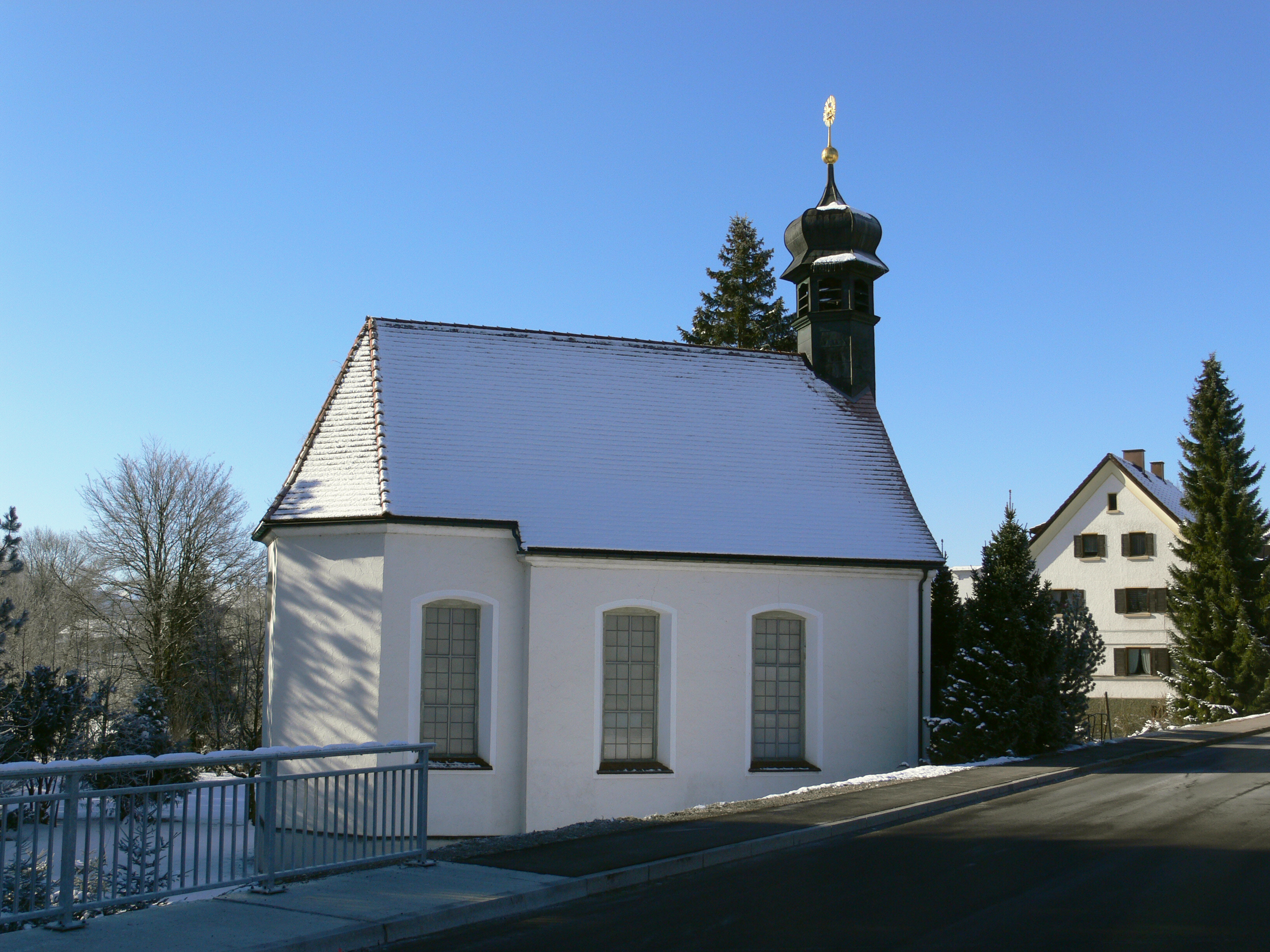
St. Wendelin in Bremenried

Die römisch-katholische Kapelle St. Wendelin steht in Bremenried, einem Gemeindeteil des Markts Weiler-Simmerberg im schwäbischen Landkreis Lindau (Bodensee) in Bayern. Das denkmalgeschützte Bauwerk ist in der Liste der Baudenkmäler in Weiler-Simmerberg unter der Nr. D-7-76-129-32 eingetragen. Die ehemalige Kapelle für Leprakranke gehört zum Bistum Augsburg.

## Beschreibung
Die Kapelle wurde um 1717 gebaut. Die Saalkirche besteht aus einem Langhaus und einem eingezogenen, dreiseitig geschlossenen Chor im Osten. Über der Fassade im Westen erhebt sich ein sechseckiger Dachreiter, der mit einer Zwiebelhaube bedeckt ist. Der Altar stammt aus der Erbauungszeit. Franz Georg Hermann hat 1744 ein Gemälde über den heiligen Wendelin geschaffen. Unter der Empore im Westen befindet sich ein Gitter aus Schmiedeeisen.